# Vancouver House
Il Vancouver House è un grattacielo residenziale neo-futurista di Vancouver nella Columbia Britannica in Canada.
La progettazione architettonica è stata eseguita da Bjarke Ingels Group invece quella strutturale da Glotman Simpson.
I lavori di costruzione sono iniziati nel 2016 e sono terminati alla fine 2019.

## Descrizione
Il Vancouver House è frutto dell'architetto danese Bjarke Ingels. Il tratto caratteristico del progetto è la forma unica con cui il grattacielo si presenta: alla base ha una pianta triangolare che gradualmente, procedendo verso l'alto, si trasforma diventando rettangolare alla cima; questo deriva dalla volontà di sfruttare al meglio il lotto triangolare su cui sorge l'edificio. Le facciate est e ovest presentano balconi a forma di scatola, dando all'esterno dal grattacielo le fattezze di un alveare.
Vancouver House è un grattacielo residenziale di 52 piani raggiungendo un'altezza circa di 157 metri. Si distingue per la sua forma torsionale unica. Partendo da una base triangolare ristretta, circa la metà della parte superiore, per espandersi in una forma rettangolare alta quasi 31 metri e larga 30,5 metri, per un'area di quasi 1.226 metri quadrati. Si espande in larghezza di 16 volte e raddoppia in area. Nella parte settentrionale l'edificio si assottiglia fino alla larghezza di un singolo pilastro. 
La scelta progettuale è pilotata dallo spazio aereo, situato vicino al Granville Street Bridge. Nella progettazione come vincolo c'era la necessità di mantenere una distanza di sicurezza di almeno 30 metri dal ponte.

## Struttura
La struttura portante del Vancouver House è interamente realizzata in calcestruzzo armato. I solai sono solette in cemento armato post-teso. Le pilastrate, anch'esse in cemento armato, supportano ciascun solaio lungo la silhouette curva dell'edificio verso il bordo nord-est, spostandosi gradualmente ad ogni piano. Questa disposizione crea un effetto di "camminata" delle pilastrate, che si fondono insieme man mano che scendono verso la base.
Il nucleo centrale, in cemento armato, è stato progettato per garantire una rigidità torsionale e flessionale adeguata a contrastare le forze gravitazionali e sismiche. 
All'interno delle pareti di spessore 60 centimetri sono stati inseriti cavi in acciaio ad alta resistenza post-tesi, i quali aiutano a mantenere l'equilibrio strutturale dell'edificio. 

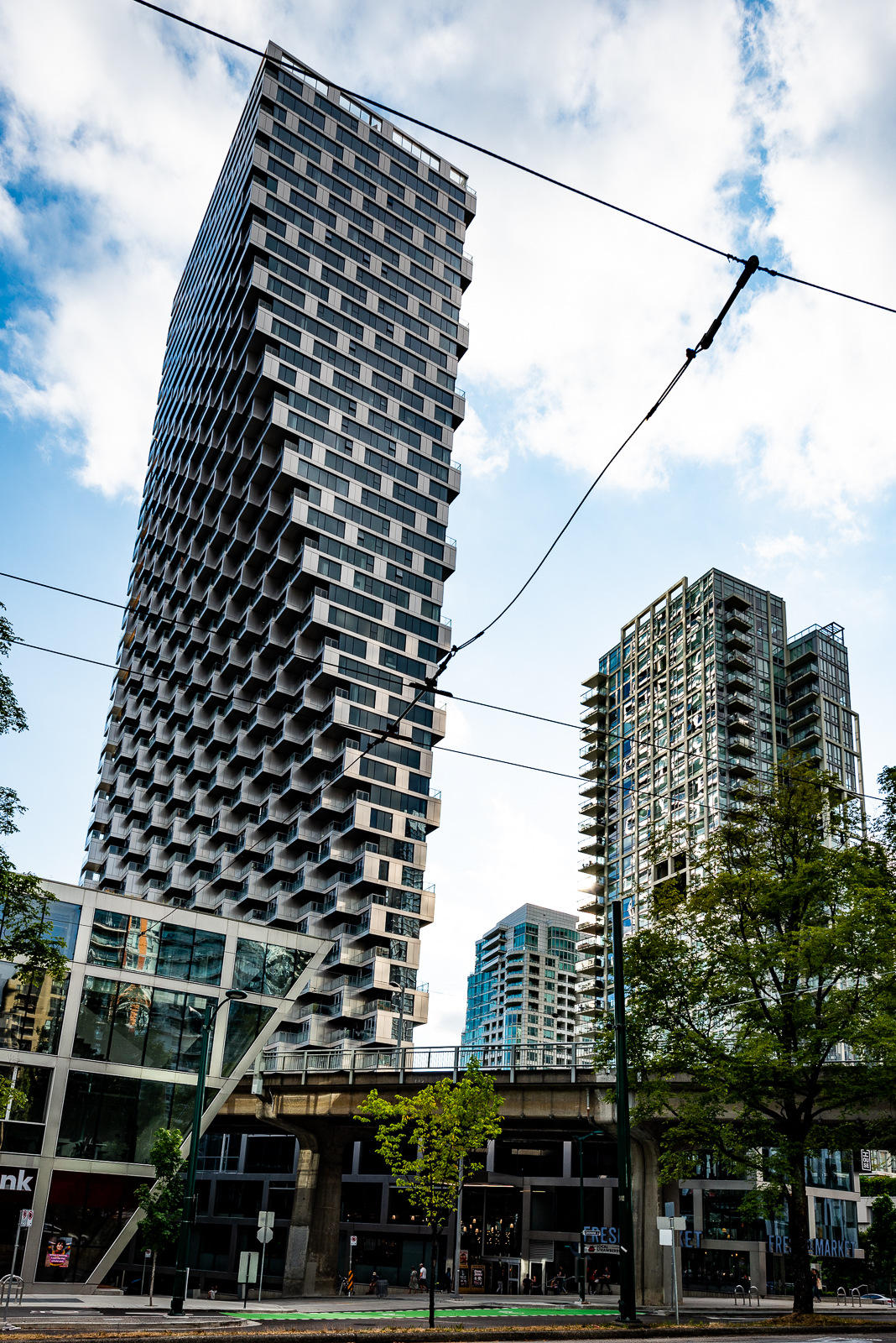
Vancouver House

La costa occidentale del Nord America ha una elevata sismicità. Sovrapponendo due piante geometricamente diverse il nucleo centrale dell'edificio si trova fuori centro, le pilastrate sfalsate, quindi la torre è soggetta ad effetti torsionali sotto il proprio carico gravitazionale, con conseguente spostamento laterale elastico. La somma delle forze gravitazionali e sismiche ha portato alla necessità dell'utilizzo di un calcestruzzo innovativo, il quale da rigidità sia flessionale che torsionale alle pilastrate. Nella hall dell'ascensore è presente una pesante flangia larga, le travi si incastrano per circa 1,5 metri nelle pareti di cemento ad entrambi le estremità, dando al nucleo con sezione a C un comportamento resistente alla torsione. Sono state progettate sezioni in acciaio elastiche alla gravità e carico sismico ciclico. Per migliorare ulteriormente la stabilità, sono stati implementati muri a sbalzo, wing wall, che si estendono dagli angoli nord-ovest e sud-ovest del nucleo, con aperture sfalsate su ogni piano. All'estremità di questi muri, sono stati installati tiranti in acciaio ad alta resistenza post-tesi, dywidag, che contrastano le forze unidirezionali predominanti, contribuendo a mantenere l'edificio vicino alla verticalità. La progettazione ha tenuto conto delle ampiezze cumulative delle fessurazioni nelle pareti del nucleo e nei solai in calcestruzzo post-teso, al fine di limitare gli spostamenti laterali dell'edificio. L'analisi ha confermato una performance quasi elastica della struttura sotto carichi sismici di progetto, garantendo stabilità verticale e sicurezza.

## Materiali
Il calcestruzzo armato è stato fondamentale per realizzare questa transizione geometrica, permettendo alla struttura di adattarsi alle restrizioni del sito e di massimizzare l'uso dello spazio disponibile. 
Il calcestruzzo è stato utilizzato non solo come materiale strutturale, ma anche come elemento chiave per realizzare forme architettoniche innovative che rispondono alle specifiche condizioni urbane e ambientali come adattabilità strutturale, in Vancouver House supporta la torsione dell'edificio da una base triangolare a una sommità rettangolare. Risposta al contesto urbano cioè utilizzo del calcestruzzo per adattarsi alle restrizioni del sito siccome Vancouver House si conforma alle limitazioni imposte dalla vicinanza Granville Street Bridge. Innovazione formale, ovvero il calcestruzzo permette a BIG di esplorare nuove tipologie architettoniche, come il "courtscraper" e la torre torsionale, che sfidano le convenzioni tradizionali e offrono soluzioni abitative uniche.
La facciata dell'edificio è rivestita con pannelli in acciaio inossidabile di grado marino, che enfatizzano la forma dinamica della torre.

## Impianti
I servizi si diramano alle estremità esterne dell'edificio come rami di un albero. I servizi meccanici, HVAC ed elettrici non sono stati possibili da installare all'interno per lo spessore delle solette in cemento armato, quindi sono state lasciate solamente una manciata di caratteristiche di illuminazione e linee ad ogni piano da coordinare meticolosamente nella struttura. Tutti i componenti secondari, a completamento dell'architettura della torre, sono stati progettati con tolleranza di movimento per muoversi con l'inclinazione e la torsione dell'edificio.